# ZP3
ZP3 (Zona pellucida glycoprotein 3) é uma das glicoproteínas constituintes da zona pelúcida. A molécula é dividida em duas regiões, em razão de suas atividades distintas; (1) o receptor para espermatozoides, que reconhece proteínas integrais da membrana plasmática do espermatozoide, e (2) a outra região da molécula de ZP3 que se liga a proteínas receptoras localizadas na cabeça do espermatozoide, desencadeando a reação acrossômica